# 畢格羅 (堪薩斯州)
畢格羅（英語：Bigelow）是位於美國堪薩斯州馬歇爾縣的一個鬼鎮。

## 地理
畢格羅所處的海拔為高於海平面358米（即1175英呎），而該地所採用的時區為UTC-6，即北美中部時區（CST）。同時該地設有夏令時間，為UTC-6調快一小時，即UTC-5（CDT）。